# Riccia discolor
Riccia discolor là một loài rêu trong họ Ricciaceae. Loài này được Lehm. & Lindenb. mô tả khoa học đầu tiên năm 1832.
Danh pháp khoa học của loài này chưa được làm sáng tỏ. 